# Odontomyia damascena
Odontomyia damascena är en tvåvingeart som beskrevs av Villeneuve 1912. Odontomyia damascena ingår i släktet Odontomyia och familjen vapenflugor. Inga underarter finns listade i Catalogue of Life.